# 2835 Ryoma
2835 Ryoma (1982 WF) là một tiểu hành tinh vành đai chính được phát hiện ngày 20 tháng 11 năm 1982 bởi T. Seki ở Geisei.